# 達利阿拉伯

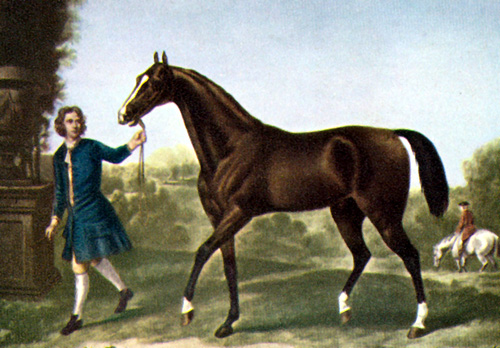
達利阿拉伯

達利阿拉伯（Darley Arabian、1700年 - 1730年）在敘利亞出生的阿拉伯馬。牠是現時超過95％的純種馬父線的始祖。
1704年被Thomas Darley帶到英國配種，當中以競賽成績出色的兒子的飛徹斯特（Flying Childers）最為知名，但是影響馬壇最大的是1764年出生的玄孫日蝕（Eclipse）。

## 外部連結
- 血統表 （页面存档备份，存于）